# Бартошова, Ивета
Иве́та Ба́ртошова (чеш. Iveta Bartošová; 8 апреля 1966, Челадна — 29 апреля 2014, Прага) — чешская поп-певица и актриса. Известна как сольная артистка, а также как участница дуэта с Петром Сепеши. Также широкую известность приобрела благодаря скандалам и постоянному вниманию СМИ к ней.

## Биография
Ивета Бартошова родилась 8 апреля 1966 году в Челадне (Чехословакия), а выросла во Френштате-под-Радгоштем. У неё был старший брат Лумир и сестра-близнец Ивана, появившаяся на свет на 15 минут раньше Иветы. Ивана Бартошова тоже выступает на эстраде, но под псевдонимом Viana.

Ивета Бартошова и Петр Сепеши. 1985 год

Ивета Бартошова начала свою музыкальную карьеру в 1982 году с группой «Dianthus» (в переводе — Гвоздика). В 1983 году она выступает на конкурсе молодых талантов в Йиглаве и знакомится с молодым певцом Петром Сепеши. Начинается активное сотрудничество, результатом которого стал выпущенный в 1985 году альбом «Knoflíky lásky» («Пуговицы любви», другой вариант перевода — «Клавиши любви»). В июле 1985 года Сепеши гибнет в результате аварии на железнодорожном переезде. Бартошова полгода не выступает.
Через год певица входит в состав поп-группы «Balet», с которой записывает самую известную композицию коллектива — «Hej pane diskžokej». Сотрудничество с группой было недолгим, Ивета начинает сольную карьеру. Её под своё попечительство берёт композитор Ладислав Штайдл.
Первыми плодами успешного сотрудничества со Штайдлом стали альбомы «I.B.» (1987) и «Blízko nás» (1989). Также с певицей в тот период сотрудничал композитор Карел Свобода.
Начало 90-х ознаменовалось для Бартошовой чередой экспериментов со стилями и репертуаром — в 1990 году выходят два её альбома — сборник народных песен «Zpívání s Ivetou» (Поём с Иветой) и англоязычный альбом «Closer Now», включающий в себя песни с первых двух альбомов в английском переводе.
Эксперименты со стилями нашли своё отражение в альбомах «Natur» (1991) и «Václavák» (1992). Новые альбомы закрепили позиции Бартошовой в хит-парадах. До сих пор период конца 80-х — начала 90-х считается «золотой эрой» Бартошовой.
К середине 90-х у певицы начинается творческий спад. Выходят альбомы «Tobě» (1993), «Malé bílé cosi» (1994), «Medové dny» (сборник синглов периода 1984-89) и «Čekám svůj den» (оба — 1996), однако хитовых песен в них не было. Тем не менее, Бартошова снимается в главной роли в фильме Ярослава Соукупа «Свадьба вампиров» и организовывает турне Tour 94-96, которое проходит «на ура!». В октябре у Бартошовой рождается сын Артур от гражданского брака с Ладиславом Штайдлом.
В 1997 году по предложению Карела Свободы Бартошова принимает участие в постановке мюзикла «Дракула». Участие в проекте становится дебютом певицы в жанре «мюзикл» и путём к возвращению на сцену. Успех двойной роли в «Дракуле» был закреплён двумя альбомами — трижды платиновым «Ve jménu lásky» (Во имя любви) и «Bílý kámen» (Белый камень), получившим награду «Золотой диск». Оба альбома выпущены в 1998 году.
Через год Бартошова организовывает и проводит концертный тур «Deník Ivety» (Дневник Иветы) и выпускает альбом «Jedna jediná» (Одна-единственная), который тоже получает «Золотой диск».
В 2002 году Ивета выпускает альбом «Hej pane diskžokej», в котором исполняет старые песни в евродэнсовой обработке. Популярность певицы опять начала снижаться. Однако Бартошова продолжает активно работать как актриса мюзиклов.
2005 год ознаменован очередным выходом альбома — сборником новогодних и рождественских песен «Vánoční Iveta». Однако росту популярности это не помогло. Более того, одним из факторов падения стали постоянные семейные скандалы артистки. В конце 2006 года Бартошова объявляет творческую паузу.
Весь 2007 год народ судачит о состоянии здоровья певицы — становится известно, что она лечится от алкоголизма и наркозависимости в психиатрической больнице в пражском районе Кромержиж.
Пройдя курс лечения, Бартошова проводит в 2008 году турне «Jsem zpátky» (Я вернулась). Организовывается её участие в мюзикле «Мона Лиза». Певица в мюзикле по неизвестным причинам не участвует, однако он имеет огромный успех.
Эксперименты с евродэнсом продолжились выпуском альбома «22». Через год певица записывает второй сборник новогодних и рождественских песен «Když ticho zpívá». Альбом по объёмам продаж вышел провальным, особенно благодаря тому, что его продавали в газетных киосках.
В течение года певица записывает альбом «Děkuju Vám, Andělové» (Спасибо вам, ангелы). Начинаются активные разговоры об очередном возвращении артистки на большую сцену. Через несколько лет информация о возвращении подтвердилась. Тем не менее, его не произошло в связи с самоубийством Бартошовой.

## Смерть
29 апреля 2014 года Ивета Бартошова покончила с собой. В 11:29 по пражскому времени поезд «Прага — Бенешов» сбил певицу на железнодорожном переезде. От полученных травм артистка умерла на месте. Многие музыканты отметили, что охота СМИ на певицу сыграла свою роль в этой трагедии, а вдовец Бартошовой публично обвинил СМИ в произошедшем.
Ближе к осени был выпущен последний альбом певицы, получивший название Iveta Naposledy (Ивета напоследок), быстро ставший лидером продаж в Чехии и Словакии, а в декабре того же года — третий официальный (и первый посмертный) сборник новогодних и рождественских песен O Vánocích (О Рождестве).
Через два года после гибели певицы, аккурат к 50-летию со дня её рождения выходит второй посмертный альбом  Krásná neznámá (Прекрасная незнакомка), вобравший в себя ранее неизданные композиции и старые песни в новых и ранее неизвестных аранжировках.

## Карьера
Ивета начала свою музыкальную карьеру в 1982 году и к 2009 году выпустила 17 сольных альбомов:
- 1985 — Knoflíky lásky / Кнопки любви (в дуэте с Петром Сепеши)
- 1987 — I.B. / И.Б.
- 1989 — Blízko nás / Рядом с нами
- 1990 — Zpívání s Ivetou / Пение с Иветой (сборник чешских народных песен)
- 1990 — Closer Now /  Ближе (англоязычный альбом)
- 1991 — Natur / Натура
- 1992 — Václavák / Вацлавак
- 1993 — Tobě / Тебе
- 1994 — Malé bílé cosi / Маленький белый снег
- 1996 — Medové dny (Kolekce singlů 1984-89) / Медовые дни (Коллекция синглов и внеальбомных песен периода 1984-89 годов)
- 1996 — Čekám svůj den / Я жду свой день
- 1997 — Pohádky Arturovi / Сказки для Артура (аудиокнига)
- 1998 — Ve jménu lásky / Во имя любви
- 1999 — Bíly kámen / Белый камень
- 2000 — Jedna jediná / Одна единственная
- 2002 — Hej pane diskžokej / Эй, господин диск-жокей
- 2003 — Dráhy hvězd / Дороги звёзд
- 2005 — Vánoční Iveta / Рождество с Иветой (сборник новогодних и рождественских песен)
- 2008 — 22
- 2009 — Když ticho zpívá / Когда тихо поёшь (сборник новогодних и рождественских песен)
- 2010 — Děkuju Vám, Andělové / Спасибо вам, ангелы (мини-альбом + ремиксы)
- 2012 — Viš, lásko / Знаешь, любовь (раритетные записи периода 1985-89 годов)
- 2014 — Iveta Naposledy / Ивета напоследок
- 2014 — O Vánocích / О Рождестве (сборник новогодних и рождественских песен)
- 2016 — Krásná neznámá / Прекрасная незнакомка

## Фильмография
- 1993: Свадьба упырей
- 1997: Дракула (мюзикл)
- 1998: Дед Мороз (мюзикл)
- 2000: Помаду (мюзикл)
- 2000: Монте-Кристо (мюзикл)
- 2003: Жанна д'Арк (мюзикл)
- 2004: Мисс Сайгон (мюзикл)
- 2005: Отверженные (мюзикл)

## Личная жизнь
- Гражданский муж — Ладислав Штайдл (1945—2021), композитор, музыкант. 
  - Сын — Артур Штайдл (род. 1996).
- В 2008—2010 годах Ивета была замужем за актёром и продюсером Иржи Помейе[чеш.] (род. 1964).
- С 24 сентября 2013 года и до своей смерти Ивета была замужем во второй раз за Йозефом Рихтаржем.

## Отношения со СМИ
Ивета была одной из наиболее обсуждаемых личностей чешских СМИ. По словам музыкального продюсера Олдриха Лихтенберга она «стала жертвой людей, которые окружили её и только пытаются извлечь выгоду от неё». Психолог Йероним Климеш отметил в газете «SME», что Бартошова сознательно и добровольно участвует в медиа-цирке относительно её личной жизни: «Она играет историю со всеми нами, однако, у неё нет контроля» — сказал он. В статье «Уважаемый народ, Ивета Бартошова — не вещь» (чеш. Milý národe, Iveta Bartošová není věc), журналист Томаш Балдински отметил, что чешские таблоиды пытаются изменить человека и сделать его «вещью» и сравнил внимание общественности к бедам Бартошовой со стервятниками, с улыбками наблюдавшими над её умиранием. «Мы убиваем её этим» — заявил Павел Новотны, журналист и главный редактор сайта «Extra.cz». Новотны заявил, что общественный спрос настолько велик, что даже люди, которые не читают таблоиды знают о ней. В июле 2013 года, когда Бартошова была госпитализирована, 745000 человек (7% населения Чехии) смотрели «Ночные новости», специально чтобы узнать о её состоянии.